# Kenneth Åkesson (friidrottare)
Kenneth Åkesson, född 2 april 1947, är en svensk före detta friidrottare (diskuskastning). Han tävlade för IFK Kristinehamn och Västerås IK.
Åkesson vann sammanlagt elva SM-medaljer i diskus, varav två SM-guld, 1968 och 1971. Han är stor grabb nummer 311 inom svensk friidrott.